# Orthotrichia dentata
Orthotrichia dentata är en nattsländeart som beskrevs av John M. Kingsolver och Ross 1961. Orthotrichia dentata ingår i släktet Orthotrichia och familjen smånattsländor. Inga underarter finns listade i Catalogue of Life.